# 투키 크레이머 방법
투키 검정(Tukey test 또는 Tukey range test) 또는 투키-크레이머 방법(Tukey-Kramer method) 또는 투키 HSD(Tukey HSD)테스트은 분산분석(ANOVA)등에서 주로 사용하는 다중 비교 절차 및 통계 검정이다. 초기 투키 테스트(Tukey's test)가 동일한 샘플수에서의 비교를 전제한데에 대하여 나중에 투키-크레이머 방법(Tukey-Kramer method)으로 서로 다른  샘플수에서도 비교 가능하도록 보완되었다. 따라서 서로 다른 비교대상들에서의 통계적 유의성(statistical significance)을 찾는 데 사용할 수 있다.
존 투키(John Tukey)의 이름을 따서 명명된 투키 테스트(Tukey test)는 가능한 모든 평균 쌍을 비교하고 스튜던트 범위 분포(studentized range distribution,q)를 기반으로 한다.(이 분포는 t-검정의 스튜던트 T 분포와 유사하다)  투키 HSD(Tukey HSD)테스트를 투키 평균 차이 검정(Tukey Mean Difference test 또는 Bland–Altman diagram)과 혼동해서는 안된다.

## 같이 보기
- 셰페 방법